# Nguru-See
Der Nguru-See (englisch: Nguru Lake) liegt im nordwestlichen nigerianischen Bundesstaat Yobe, südlich der gleichnamigen Stadt Nguru.

## Lage
Der abflusslose See besitzt eine freie Wasseroberfläche von 37 km², die auf einer Höhe von 340–345 Metern über dem Meeresspiegel liegen und die nördliche Ausdehnung der Hadejia-Nguru-Feuchtgebiete bilden. Das normale Wasservolumen des Sees wird mit 58 Mio. m³ angegeben.
Der See ist ein Teil des Komadugu-Yobe-Flusssystems, von dessen Quellfluss Hadejia der Marma-Kanal abzweigt und seinen einzigen Zufluss bildet. Dadurch besitzt der Nguru-See eine Hauptflutsaison, zwischen August und November, in dem der See über seine Ufer tritt und sein natürliches Überflutungsgebiet bewässert, das eine Ausdehnung von ca. 581 km² erreicht. Dieses Überflutungsgebiet wird Dagona Ox-bow-Lakes („Dagona-Altwasser“) genannt und ist ein Ramsar-Schutzgebiet und unter dem Namen Dagona Waterfowl Sanctuary integraler Bestandteil des Nationalparks Tschadbecken. Diese bestehen aus den saisonal bestehenden Seen Gastu, Maram und Ox-bow. Sie bilden zusammen mit dem Nguru-See die Lebensgrundlage für ca. 20.000 Wasservögel in der Region und sind ein bedeutendes Rast- und Überwinterungsquartier für Zugvögel aus der nördlichen Hemisphäre. Der Begriff Ox-bow bezeichnet einen Nebenarm des Marma-Kanals.

## Klima
Das Klima in der Region wird von zwei Jahreszeiten charakterisiert, der Trockenzeit von November bis April und einer Regensaison von Mai bis September/Oktober. Die Regensaison gipfelt ab Juni mit Eintreffen des Westafrikanischen Monsuns. Die durchschnittliche jährliche Niederschlagsmenge variiert zwischen 500 und 700 mm, abhängig von der Intensität des Monsuns, und die Temperaturen rangieren zwischen 19 und 45 °C.

## Flora und Fauna
Der Nguru-See gilt als ausgesprochen reich an Algen, die einer großen Anzahl von Fischen als Nahrungsgrundlage dienen. Von diesen Algen (unter Einschluss der Cyanobakterien) bilden die grünen Chlorophyta mit 46 % den Löwenanteil der Biomasse im See, gefolgt von den Cyanobakterien (29 %), Bacillariophyta (22 %) und den Dinoflagellaten (2 %). Zwölf Arten von Zooplankton aus vier Familien kommen im See vor, aus der Gruppe der Cladocera, Copepoda, Rotifera und Protozoen. Insgesamt kommen im See bis zu 24 Fischarten aus 13 Gattungen vor. Von diesen stellen die Buntbarsche (Cichlidae) mit ca. 64 % den größten Fischbestand, gefolgt von den Kiemensackwelsen (Clariidae) und Knochenzünglern (Heterotis), jeweils 6 %, und der Elektrischen Welse (Malapteruridae) (0,17 %). Die tägliche Fangmenge aus dem See wird mit 540,17 kg angegeben, daraus ergab sich, dass der See als nicht überfischt gilt.
Fischfauna
Folgende Fischarten wurden im See nachgewiesen:
- Westafrikanischer Lungenfisch (Protopterus annectens)
- Nilbarsch (Lates niloticus)
- Knochenzünglerähnliche
  - Afrikanischer Knochenzüngler (Heterotis niloticus)
  - Elefantenrüsselfisch (Gnathonemus petersii)
  - Marcusenius cyprinoides
  - Riesen-Nilhecht (Mormyrops anguilloides)
- Karpfenfische
  - Leptocypris niloticus
  - Labeobarbus bynni
- Salmler
  - Brycinus nurse
  - Citharinus citharus
  - Hydrocynus brevis
- Welse
  - Augenfleckwels (Auchenoglanis occidentalis)
  - Bagrus bajad
  - Afrikanischer Raubwels (Clarias gariepinus)
  - Malapterurus electricus
  - Schilbe mystus
  - Siluranodon auritus
  - Synodontis vermiculatus
  - Synodontis courteti
  - Synodontis nigrita
  - Synodontis membranaceus
- Buntbarsche
  - Coptodon zillii
  - Oreochromis niloticus
  - Sarotherodon galilaeus